# Frangovo
Frangovo (macedónul: Франгово, albánul Frëngova) település Észak-Macedóniában, a Délnyugati körzetben, Sztruga községben.

## Népesség
| Lakosok száma | 652  | 758  | 844  | 1088 | 1254 |      | 1554 | 1739 | 1206 |
|               | 1948 | 1953 | 1961 | 1971 | 1981 | 1991 | 1994 | 2002 | 2021 |

2002-ben 1739 lakosa volt, akik közül 1734 albán és 5 más nemzetiségű.